# Volkan Yaman
Volkan Yaman (München, 27 augustus 1982) is een Turkse voetballer die bij voorkeur als linkerverdediger speelt. Hij draagt doorgaans rugnummer 74, wat verwijst naar het kentekennummer van zijn plaats van afkomst, Bartın. Yaman debuteerde in 2006 in het Turks voetbalelftal. Momenteel staat hij onder contract bij VfR Garching.

## Carrière
De in Duitsland geboren en getogen Yaman begon zijn carrière in de jeugd van TSV 1860 München en SC Freimann. In 2003 kocht Antalyaspor hem. Nadat Antalyaspor in het seizoen 2006-2007 degradeerde, nam Galatasaray SK hem over.

### Statistieken
| seizoen    | club           | land    | competitie | wed. | goals |
| ---------- | -------------- | ------- | ---------- | ---- | ----- |
| 2003/04    | Antalyaspor    | Turkije | Süper Lig  | -    | -     |
| 2004/05    | Antalyaspor]   | Turkije | Süper Lig  | -    | -     |
| 2005/06    | Antalyaspor    | Turkije | Süper Lig  | -    | -     |
| 2006/07    | Antalyaspor    | Turkije | Süper Lig  | 33   | 2     |
| 2007/08    | Galatasaray SK | Turkije | Süper Lig  | 27   | 1     |
| 2008/09    | Galatasaray SK | Turkije | Süper Lig  | 20   | 0     |
| 2009/10    | Galatasaray SK | Turkije | Süper Lig  | 1    | 0     |
| 2009/10    | Eskisehirspor  | Turkije | Süper Lig  | 20   | 1     |
| 2010/11    | Eskisehirspor  | Turkije | Süper Lig  | 30   | 0     |
| 2011/12    | Eskisehirspor  | Turkije | Süper Lig  | 21   | 1     |
| 2012/13    | Kasımpaşa SK   | Turkije | Süper Lig  | 0    | 0     |
| 2013/14    | Kasımpaşa SK   | Turkije | Süper Lig  | 1    | 0     |
| Bijgewerkt | 29 maart 2015  |         |            |      |       |